# Норт (Охајо)
Норт (енгл. North Royalton) град је у америчкој савезној држави Охајо.

## Демографија
По попису из 2010. године број становника је 30.444, што је 1.796 (6,3%) становника више него 2000. године.
| Група             | 2000.          | 2010.          |
| Белци             | 27.356 (95,5%) | 28.449 (93,4%) |
| Афроамериканци    | 203 (0,7%)     | 348 (1,1%)     |
| Азијати           | 570 (2,0%)     | 837 (2,7%)     |
| Хиспаноамериканци | 273 (1,0%)     | 473 (1,6%)     |
| Укупно            | 28.648         | 30.444         |